# Mallorca Championships
Mallorca Championships (англ. Mallorca Championships) — мужской международный профессиональный теннисный турнир, проходящий в Санта-Понсе (Испания) на открытых травяных кортах. Турнир относится к категории ATP 250 с призовым фондом в размере около 1 миллиона евро и турнирной сеткой, рассчитанной на 28 участников в одиночном разряде и 16 пар.

## Общая информация
Турнир появился в календаре ATP Тура в 2021 году. В календаре он занял место в июньской европейской части сезона в преддверии Уимблдонского турнира из серии Большого шлема.
Проводится на Mallorca Country Club.
В одиночном разряде первым чемпионом турнира стал российский теннисист Даниил Медведев. В парном разряде первыми чемпионами стали итальянец Симоне Болелли и аргентинец Максимо Гонсалес.

## Финалы турнира
| Год  | Победитель       | Финалист              | Счёт           |
| ---- | ---------------- | --------------------- | -------------- |
| 2024 | Алехандро Табило | Себастьян Офнер       | 6-3 6-4        |
| 2023 | Кристофер Юбенкс | Адриан Маннарино      | 6-1 6-4        |
| 2022 | Стефанос Циципас | Роберто Баутиста Агут | 6-4 3-6 7-6(2) |
| 2021 | Даниил Медведев  | Сэм Куэрри            | 6-4 6-2        |

| Год  | Победители                       | Финалисты                          | Счёт                 |
| ---- | -------------------------------- | ---------------------------------- | -------------------- |
| 2024 | Роберт Галлоуэй Джулиан Кэш      | Диего Идальго Алехандро Табило     | 6-4 6-4              |
| 2023 | Юки Бхамбри Ллойд Харрис         | Филипп Освальд Робин Хасе          | 6-3 6-4              |
| 2022 | Давид Вега Эрнандес Рафаэл Матос | Ариэль Беар Гонсало Эскобар        | 7-6(5) 6-7(6) [10-1] |
| 2021 | Симоне Болелли Максимо Гонсалес  | Новак Джокович Карлос Гомес Эррера | Без игры             |